# Identity on Fire
Identity on Fire è il terzo album in studio del gruppo musicale statunitense A Skylit Drive, pubblicato il 15 febbraio 2011.

## Produzione e promozione
Nei primi mesi del 2010 Jagmin annuncia, sul suo profilo Formspring, che gli A Skylit Drive avrebbero cominciato a scrivere e registrare il seguito di Adelphia durante l'estate 2010. Aggiunge anche che l'album sarebbe stato pubblicato a inizio 2011.
Il 7 dicembre 2010 la band pubblica la lista tracce dell'album, mentre il 5 gennaio 2011, tramite Twitter, Michael Jagmin annuncia una nuova canzone in uscita il 11 gennaio come anticipo del nuovo album. XO Skeleton è stato pubblicato online l'11 gennaio sulla pagina Facebook della band. Too Little Too Late, il secondo singolo, viene invece pubblicato su iTunes l'8 febbraio. Il terzo singolo, Ex Marks the Spot, viene pubblicato lo stesso giorno dell'uscita dell'album, il 15 febbraio.

## Tracce
Testi di Michael "Jag" Jagmin e Nick Miller, musiche degli A Skylit Drive.
1. Carry the Broken – 1:23
2. Too Little Too Late – 3:11
3. XO Skeleton – 3:31
4. Conscience Is Not a Killer – 3:55
5. Ex Marks the Spot – 4:35
6. The Cali Buds – 3:38
7. Your Mistake – 3:48
8. Fuck the System – 2:57
9. 500 Days of Bummer – 4:22
10. Tempt Me, Temptation – 3:29
11. Identity on Fire – 4:18
12. If You Lived Here You'd Be Home – 4:10

Tracce bonus nell'edizione iTunes
1. Black and Blue – 2:14
2. 400 Ft Robots – 3:43
3. Too Little Too Late (Music Video) – 3:14

## Formazione
- Michael "Jag" Jagmin – voce melodica
- Joey Wilson – chitarra solista
- Nick Miller – chitarra ritmica
- Brian White – basso, voce death
- Cory La Quay – batteria, percussioni, voce secondaria
- Kyle Simmons – tastiera, sintetizzatore, programmazione

## Classifiche
| Classifica (2011)         | Posizione massima |
| ------------------------- | ----------------- |
| Stati Uniti               | 98                |
| Stati Uniti (alternative) | 16                |
| Stati Uniti (independent) | 15                |
| Stati Uniti (rock)        | 26                |